# Aşağıtorunoba
Aşağıtorunoba ist ein Dorf (Köy) im Landkreis Ovacık der türkischen Provinz Tunceli. Im Jahre 2011 lebten in Aşağıtorunoba 40 Menschen.